# ای‌ام‌ایکس اینترنشنال ای‌ام‌ایکس
ای ام ایکس اینترنشنال ای ام ایکس (به انگلیسی: AMX International AMX), یک هواپیمای تهاجمی زمینی است که به‌طور مشترک توسط برزیل و ایتالیا ساخته شده است. ای ام ایکس در نیروی هوایی ایتالیا ای-۱۱ گیبلی و در نیروی هوایی برزیل ای-۱ نامگذاری شده است. نام ایتالیایی «گیبلی» (به ایتالیایی: Ghibli), از باد گرم خشک صحرای لیبی گرفته شده است.
در اوایل دهه ۱۹۷۰، شرکت ایتالیایی اروماکی طرحی مطالعاتی را بر روی یک هواپیمای آفندی سبک برای آینده را انجام داد، که نام ام. بی ۳۴۰ را به آن اختصاص داد. نیروی هوایی ایتالیا برای ۱۸۷ فروند جنگنده تهاجمی جدید، در خواستی را صادر نمود، این هواپیماها قرار بود تا جایگزین ناوگان موجود از جنگنده‌های پشتیبانی نزدیک هوایی آئریتالیا جی-۹۱ شوند. در سال ۱۹۸۰، دولت برزیل اعلام نمود که قصد دارد در این برنامه مشارکت داشته باشند، تا بتواند هواپیمای جایگزینی برای اروماکی ام. بی-۳۲۶ نیروی هوایی برزیل را در اختیار داشته باشد. در نتیجه یک تفاهم نامه بین ایتالیا و برزیل برای توسعه مشترک این هواپیما در سال ۱۹۸۱، ای ام ایکس اینترنشنال، یک سرمایه‌گذاری مشترک ایتالیایی و برزیلی، برای توسعه، تولید و بازاریابی هواپیمای مذکور بنیان‌گذاری شد.

## توسعه

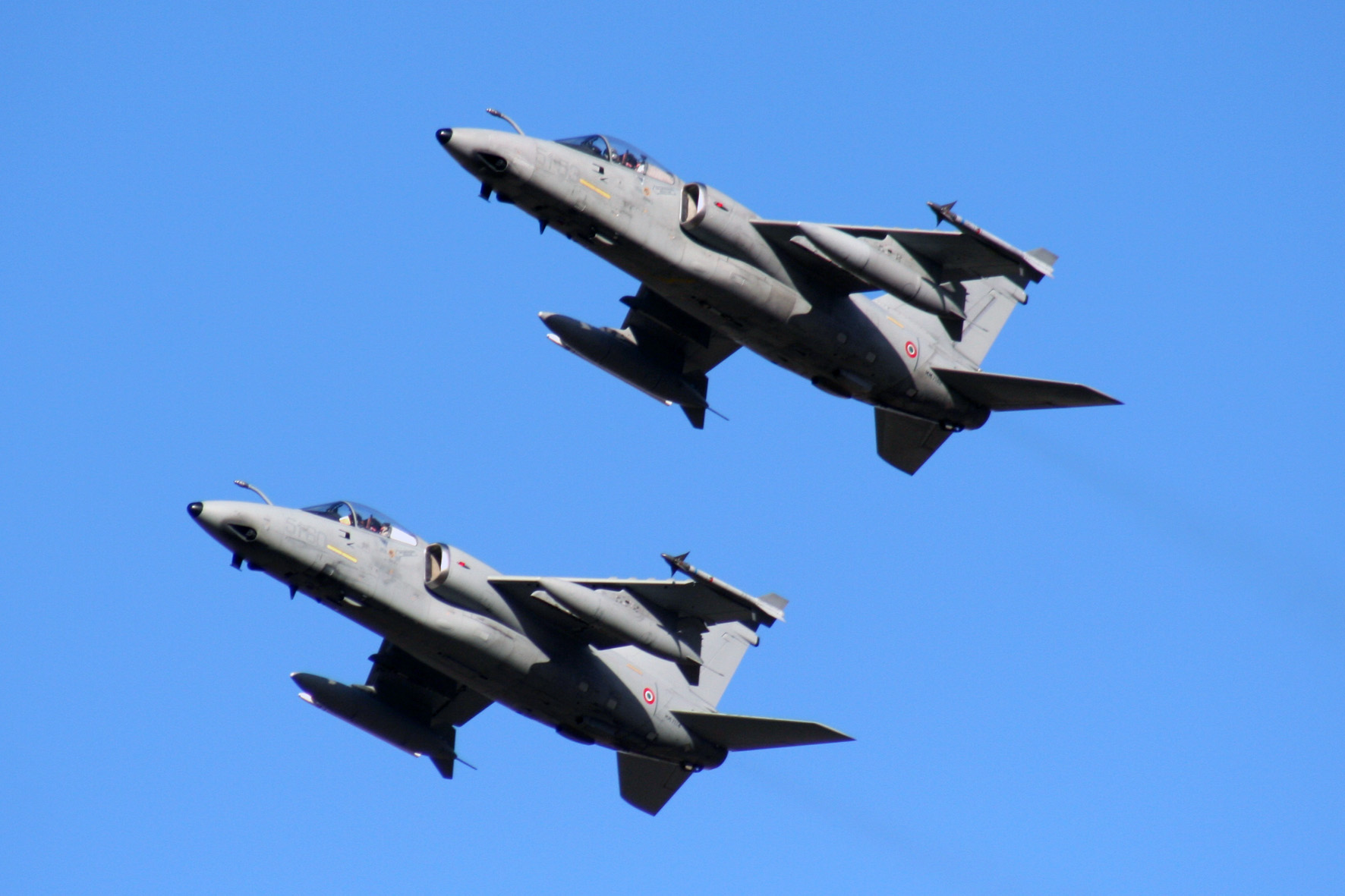
یک جفت ای‌ام‌ایکس در حال پرواز، سال ۲۰۱۰

در اوایل سال۱۰۷۷، نیروی هوایی ایتالیا درخواستی برای ۱۸۷ فروند جنگنده آفندی جدید را صادر نمود، که قرار بود جایگزینی برای ناوگان
آئرایتالیا جی. ۹۱ موجود خود در مأموریت‌های پشتیبانی هوایی نزدیک و شناسایی و همچنین هواپیماهای لاکهید آراف-۱۰۴جی استارفایتر در نقش شناسایی باشد.
به جای رقابت برای این قرارداد، آئرایتالیا (اکنون آلنیا ائروناتیکا) و آئروماکی توافق نمودند که یک پیشنهاد مشترک را ارائه دهند، زیرا هر دو شرکت برای چند سال توسعه یک کلاس مشابه از هواپیما را در نظر گرفته بودند. در اوایل دهه ۱۹۷۰، آئروماکی کار مطالعاتی بروی طراحی برای چنین هواپیماهای با کاربری حمله زمینی سبکی با نام ام بی-۳۴۰ را انجام داده بود. در آوریل ۱۹۷۸، کار توسعه به صورت سرمایه‌گذاری مشترک به‌طور رسمی آغاز شد.
در طول سال ۱۹۸۰، دولت برزیل اعلام کرد که قصد دارد در این برنامه شرکت نماید تا جایگزینی برای آئروماکی ام‌بی-۳۲۶ فراهم آورد. در ژوئیه ۱۹۸۱، دولت‌های ایتالیا و برزیل در مورد الزامات مشترک برای این هواپیما به توافق رسیدند و از امبرائر برای پیوستن به این مشارکت صنعتی دعوت به عمل آمد.همچنین توافقی برای تقسیم تولید ای‌ام‌ایکس بین شرکا منعقد شد. در هواپیمای تولیدی، آئرایتالیا ۴۶٫۵ درصد از قطعات (بدنه مرکزی، پایدار کننده‌های عمودی و افقی)، آئروماکی ۲۲٫۸ درصد (جلوی بدنه و مخروط دم)، و امبرائر۲۹٫۷ درصد باقی مانده (بال، ورودی هوا، آویزگاه خارجی تسلیحات و مخازن خارجی سوخت) را تولید می‌نمودند. هیچ تکراری در کار وجود نداشت، هر جزء هواپیما فقط در کارخانه‌های یکی از شرکای طرح ساخته شده بود. نیازهای برنامه‌ریزی شده ۱۸۷ فروند برای ایتالیا و ۱۰۰ فروند برای برزیل بود. تحویل نهایی ۱۳۶ هواپیما برای نیروی هوایی ایتالیا (۱۱۰ فروند ای‌ام‌ایکس و ۲۶ فروند ای‌ام‌ایکس-تی) و ۹۴ هواپیما برای نیروی هوایی برزیل (۷۹ فروند ای‌ام‌ایکس و ۱۵ فروند ای‌ام‌ایکس-تی) در مجموع ۲۳۰ فروند هواپیما برای دو کشور بود.

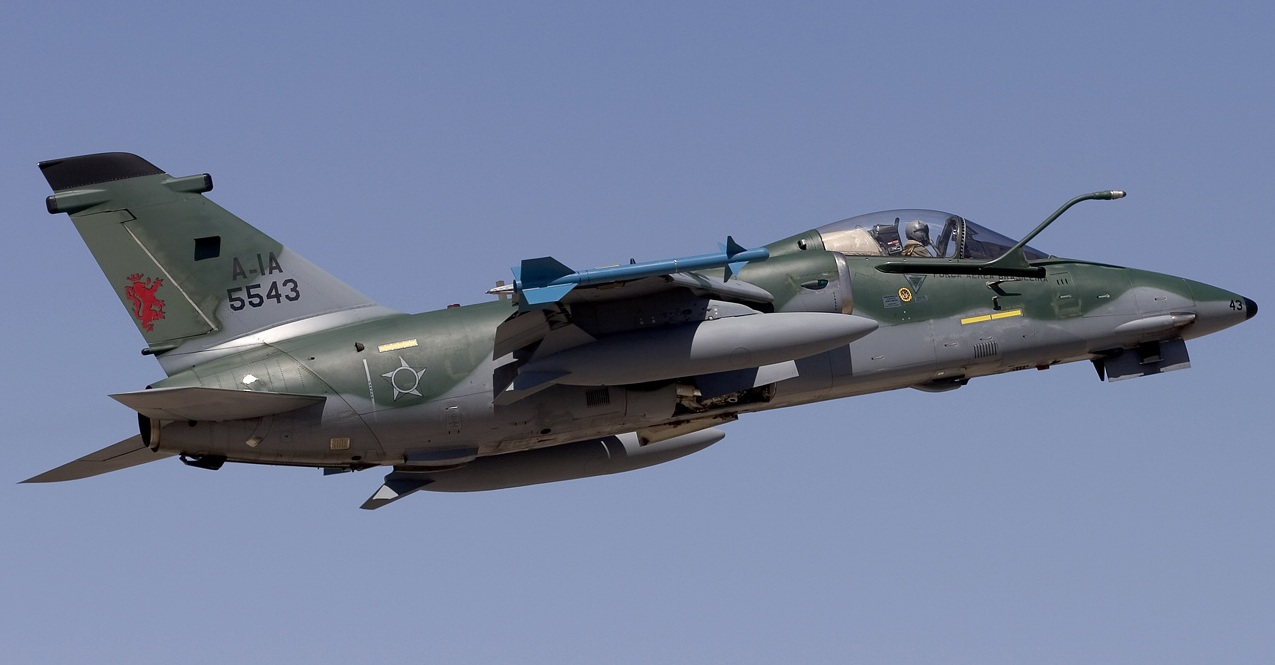
ای-۱ای از ناوگان نیروی هوایی برزیل درمندوسا، آرژانتین در سال ۲۰۰۵

در مراحل اولیه توسعه، موتورها و پیکربندی‌های مختلف آن برای پیشرانه این هواپیما مورد مطالعه قرار گرفتند. هر دو پیکره بندی دو موتوره و تک موتوره در نظر گرفته شد. استفاده از موتورهای ساخت ایالات متحده، برای جلوگیری از هرگونه محدودیت بالقوه در صادرات هواپیما به سرعت در کمترین رده توجه قرارگرفت. از میان موتورهای مورد بررسی می‌توان از توربو-یونیون آربی۱۹۹ (پیشرانه ای مورد استفاده در هواپیمای بزرگتر پاناویا تورنادو)، رولز رویس توربومکا آدور، رولز-رویس وایپر، و موتور رولز-رویس اسپی نام برد. در سال ۱۹۷۸، مدل اسپی۸۰۷، که چندین بهسازی بروی آن انجام شده بود، به عنوان پیشرانه این هواپیمای جدید انتخاب شد.
بر طبق گزارش‌ها، ویژگی‌های کلیدی که در فرایند طراحی هواپیمای جدید مورد تأکید قرار گرفتند، قابلیت دسترسی و مانایی آن بود.ای‌ام‌ایکس باید قادر می‌بود تا در صورت بروز یک اشکال در هر یک از سیستم‌های هوایی، دچار اختلال در کارایی نگردد. برای رسیدن به این هدف، سیستم‌های کلیدی به صورت دوتایی در نظر گرفته شده و سیستم‌های حیاتی تحت حفاظت قرار گرفتند، همچنین استفاده از زره کابین خلبان در نظر گرفته شد، اما در نهایت به دلیل هزینه‌های بالا، حذف شد. طرح تفضیلی پروژه در مارس ۱۹۸۰ تکمیل گردید.
در مجموع هفت فروند نمونه اولیه قابل پرواز برای پروازهای آزمایشی تولید شدند، سه فروند توسط آئرایتالیا، دو فروند توسط آئروماکی و دو فروند توسط امبرائر، و همچنین دو بدنه هواپیما برای تست‌های استاتیکی. اولین نمونه اولیه که در ایتالیا مونتاژ شد، پرواز اولیه خود را در ۱۵ می ۱۹۸۴ (۲۵ اردیبهشت ۱۹۶۳ خورشیدی) انجام داد. این نمونه اولیه در طی پنجمین پرواز خود در یک سانحه از بین رفت و این حادثه منجر به مرگ خلبان آن شد. جدای از دست رفتن این نمونه اولیه، سایر آزمایش‌های این هواپیما بدون حادثه‌های بعدی به انجام رسید. نمونه اولیه مونتاژ شده در برزیل اولین پرواز خود را در ۱۶ اکتبر ۱۹۸۵ انجام داد. در ۱۱ مه ۱۹۸۸، اولین هواپیمای تولیدی اولین پرواز خود را انجام داد. تحویل هواپیماهای تولیدی به نیروی هوایی ایتالیا در سال ۱۹۸۸ آغاز شد،اولین هواپیماهای از این نوع در طی سال بعد به نیروی هوایی برزیل تحویل داده شدند. در ۱۴ مارس ۱۹۹۰، نمونه اولیه ای‌ام ایکس دو سرنشینه برای اولین بار پرواز نمود.

## طراحی

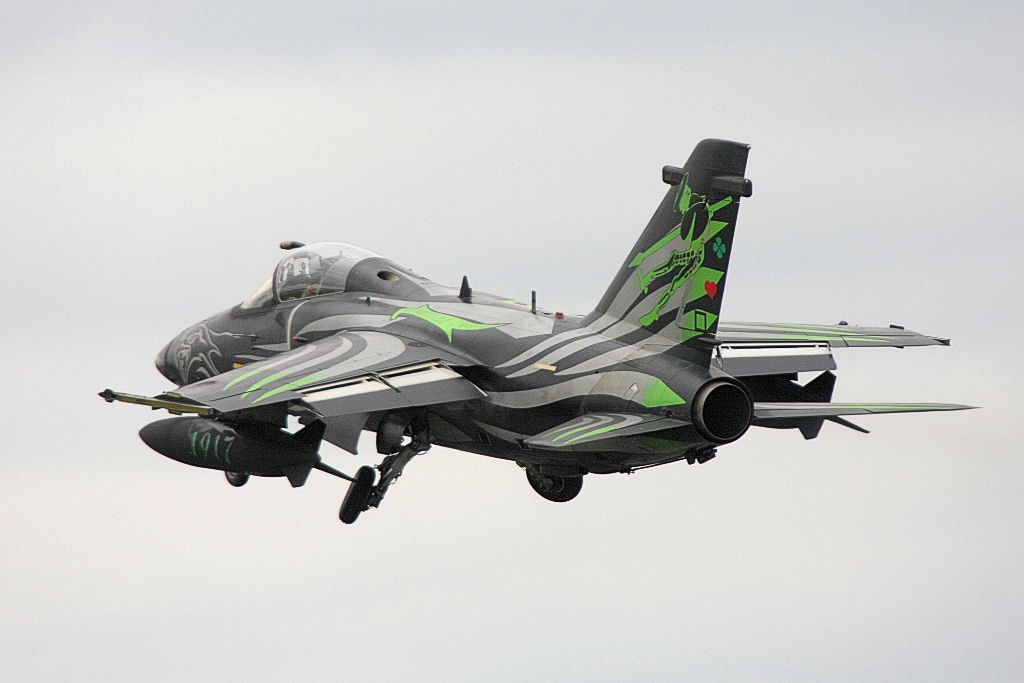
یک فروند ای‌ام ایکس در حال پرواز در نمایش هوایی سلطنتی بین‌المللی تاتو RIAT در سال ۲۰۰۸

ای‌ام‌ایکس یک هواپیمای تک بال متعارف است. اجزای عمده این هواپیما با روش‌های ساخت سنتی و اساساً از آلومینیوم تولید شده است، با این حال در ساخت اجزایی مثل باله دم و  سکان‌های افقی از مواد کامپوزیت فیبر کربنی استفاده شده است.
با توجه به اندازه این هواپیما، بخش بزرگی از فضای داخلی ای‌ام‌ایکس به سیستم‌های اویونیک و رایانه‌های داخل هواپیما اختصاص داده شده است، هر دو سیستم ناوبری و حمله کامپیوتری هستند. برای دسترسی و سهولت تعمیر و نگهداری، تمام تجهیزات اویونیک مستقیماً در محفظه‌های زیر کابین خلبان نصب می‌شوند، به گونه‌ای که بتوان عملیات تعمیر و نگهداری آنها را به روی سطح زمین و بدون استفاده از سکوهای پشتیبانی انجام داد.
با تکیه بر تجارب کسب شده از پاناویا تورنادو، ای‌ام‌ایکس به سامانه کنترل پرواز دوگانه (هیبریدی) مجهز شد. در این هواپیما از یک سامانه کنترل پرواز با سیم برای عملکرد کنترل سطوح پرواز مانند بَرآکُش‌ها (اسپویلرها)، سکان و دم استفاده می‌شود، در حالی که شهپرها و سکان افقی از طریق یک سیستم هیدرولیک دوگانه کنترل می‌شدند. امکان بازگشت به کنترل دستی برای شهپرها و سکان‌های افقی و عمودی فراهم شد تا امکان پرواز هواپیما را حتی در صورت خرابی کامل سیستم هیدرولیک فراهم آورد. هر یک از این سیستم‌های کنترلی می‌تواند مستقل از یکدیگر عمل نمایند.بال مجهز به هر دوی
هوازِه (برآافزای لبه حمله) و برآافزا لبه فرار بوده و برآکش‌های روی بال، بالای برآفزاها نصب شدند. برآکش‌ها می‌توانند به عنوان ترمزهای هوایی و خنثی کردن نیروی بالابر عمل نماید که باعث بهبود عملکرد برخاست و فرود و همچنین قابلیت مانور در طی پرواز می‌گردد.
پیشرانه ای‌ام‌ایکس یک دستگاه موتور توربوفن رولزرویس اسپی است. در زمان طراحی و توسعه این هواپیما، اسپی سنگین‌تر و کمتر امروزی از برخی از موتورهای جایگزین موجود بود، اما قابل اعتماد، نسبتاً ارزان و عاری از محدودیت‌های صادراتی بود که در صورت استفاده از موتورهای آمریکایی، امکان اعمال آن وجود داشت. موتور اسپی همچنین امکان استفاده از طراحی ورودی هوا با لبه گرد ساده را فراهم می‌نمود. قسمت عقب بدنه برای فراهم آوردن امکان دسترسی به موتور، قابل جدا شدن می‌باشد. کنسرسیوم‌های جداگانه در برزیل و ایتالیا موتور اسپی را برای هواپیمای ای‌ام‌ایکس تولید نمودند. و با آنکه برای هواپیماهای تهاجمی در آن زمان بسیار غیرمعمول بود، هیچ تلاشی برای توسعه هواپیما برای پرواز با سرعت مافوق صوت صورت نگرفت.

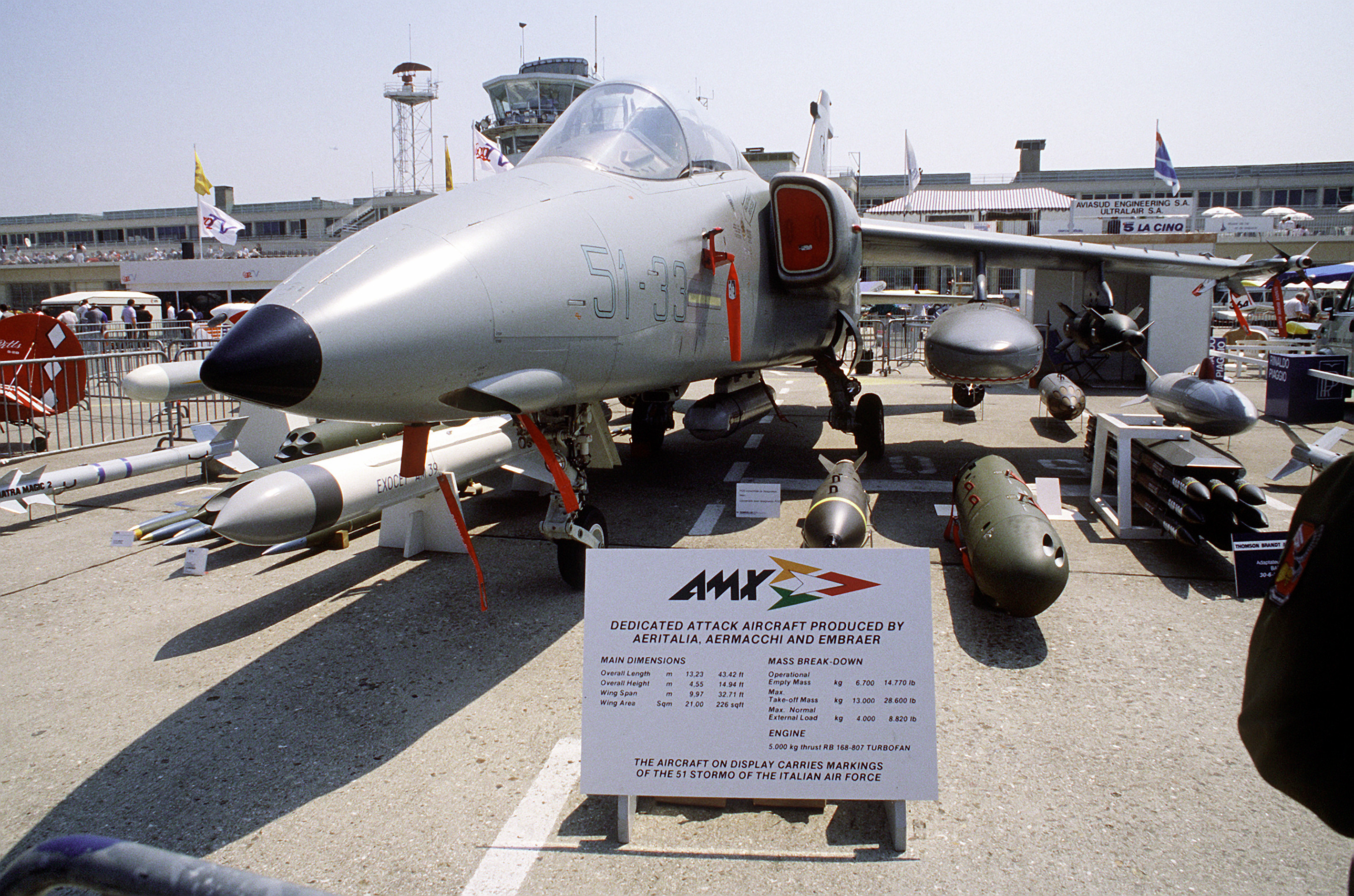
یک فروند ای‌ام‌ایکس با جنگ‌افزارهای گوناگون در نمایشگاه هوایی پاریس (سال ۱۹۸۹)

هواپیماهای برزیلی و ایتالیایی به‌طور قابل توجهی از نظر اویونیک متفاوت هستند، هواپیماهای ایتالیایی مجهز به سیستم‌های مختلف با استاندارهای ناتو هستند که در صحنه آمریکای جنوبی، مازاد بر احتیاج در نظر گرفته شدند. در اکثر ناوگان ای‌ام‌ایکس‌های در خدمت نیروی هوایی برزیل، یکی از سه بسته حسگرها نصب شده روی پالت شامل دوربین‌های مختلف عمودی، مایل و رو به جلو هستند، مورد استفاده قرار گرفته است این حسگرها برای انجام مأموریت ثانویه هواپیما که نقش شناسایی است، مورد استفاده قرار می‌گیرند.ای‌ام‌ایکس به یک رادار مسافت‌یاب ساده برای اهداف هدف‌گیری مجهز شده است، با این حال مشخصات رادار مذکور نیز بین هر دو هواپیماهای در خدمت ایتالیا و برزیل متفاوت است.این هواپیما از یک کامپیوتر کنترل پرواز جی‌ئی اویونیک استفاده می‌کند. سامانه‌های جنگ الکترونیک (ECM) گسترده‌ای برای محافظت از هواپیما تعبیه شده است، از جمله آنتن گیرنده غیرفعال بر روی باله دم و یک غلاف تولید پارازیت فعال که معمولاً بروی یکی از آویزگاه‌های خارجی تسلیحات نصب می‌شود.
جنگ‌افزارهای گوناگونی از جمله انواع بمب، موشک و راکت‌ها را می‌توان در یک آویزگاه خارجی تسلیحات خط مرکزی زیر بدنه و چهار عدد در زیر بال‌ها نصب و حمل نمود. محموله‌های تا وزن حداکثر ۲٬۰۰۰ پوند را می‌توان روی آویزگاه خارجی زیر بدنه و دو آویزگاه داخلی زیر بالها حمل نمود، در حالی که آویزگاه‌های خارجی زیر بالها ظرفیت حمل بارهای ۱٬۰۰۰ پوندی را دارند. تمامی چهار آویزگاه تسلیحات زیر بالها برای نصب مخازن سوخت بیرونی تجهیز شده‌اند، تا بتوان با به‌کارگیری آنها برد هواپیما را افزایش داد، همچنین هواپیماهای ایتالیایی به میل سوخت‌گیری هوایی ثابت مجهز شده‌اند. غلاف‌های شناسایی اپتیکال را می‌توان به صورت خارجی بر روی آویزگاه تسلیحات در زیر بدنه هواپیما حمل نمود.ریل‌های سربالها امکان حمل موشک‌های هوا به هوا با هدایت گرمایی همانند ایم-۹ سایدوایندر و ام‌اِی‌اِی-۱ پیرانیا را فراهم می‌آوردند. هواپیماهای ایتالیایی به یک قبضه توپ گاتلینگ ۲۰ میلی‌متری ام۶۱ والکان در سمت چپ پایین بدنه مجهز می‌باشند.ایالات متحده آمریکا اجازه فروش توپ ام ۶۱ را به برزیل صادر ننموده و درنتیجه ای‌ام‌ایکس‌های نیروی هوایی برزیل به جای جنگ‌افزار مذکور به یک جفت توپ رولوری دفا ۵۵۴ مسلح می‌باشند.

## سوابق عملیاتی

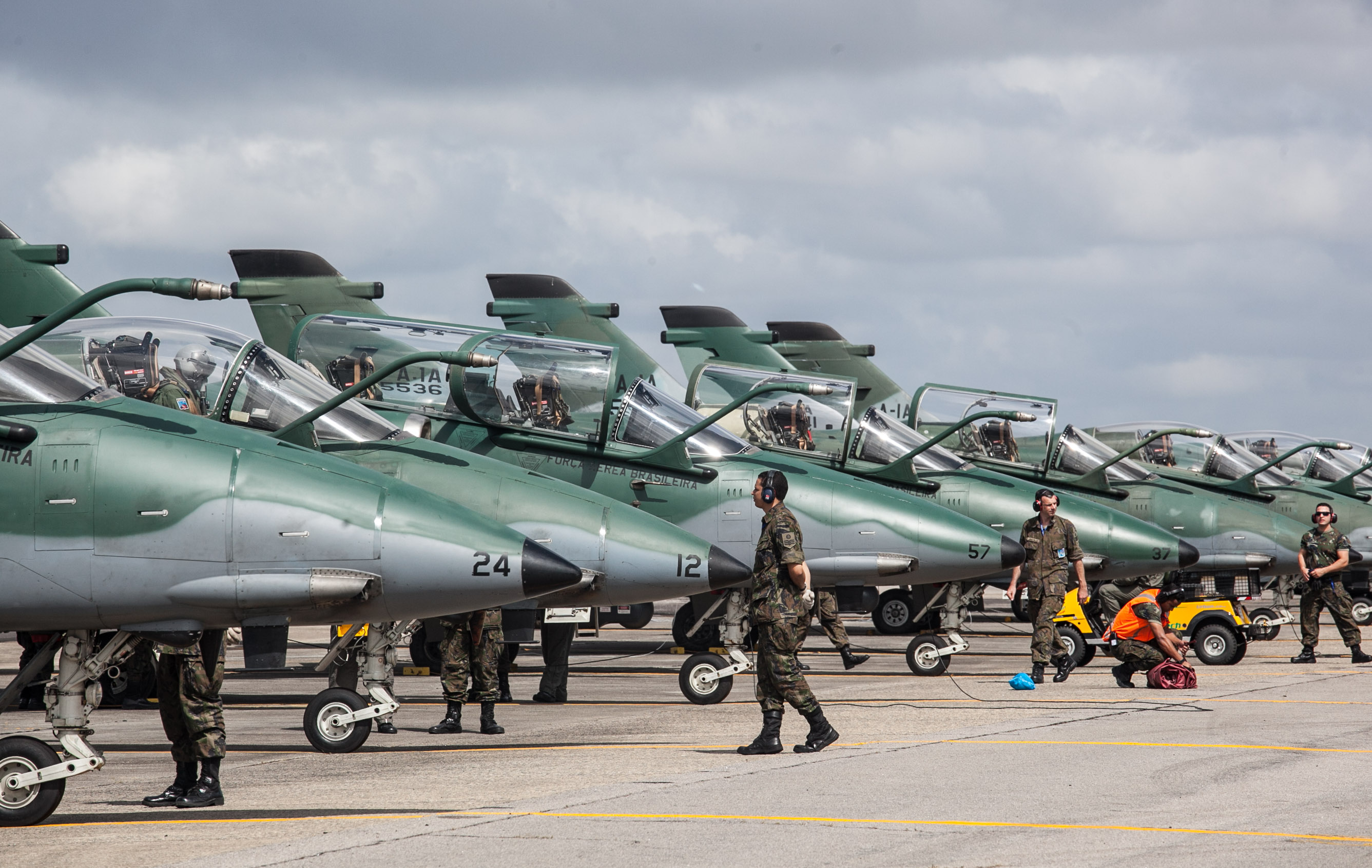
جنگنده-بمب افکن‌های ای‌ام‌ایکس ای-۱ نیروی هوایی برزیل

اولین اسکادران عملیاتی ای‌ام‌ایکس در نیروی هوایی ایتالیا، گروه ۱۰۳ در دسته پروازی ۵۱ (به ایتالیایی: ۱۰۳° Gruppo of 51° Stormo) در نوامبر ۱۹۸۹ تشکیل شد، و اولین واحد ایتالیایی نیز در سال ۱۹۸۹ تشکیل شد. هر دو ناوگان ای‌ام‌ایکس‌های ایتالیا و برزیل در فوریه ۱۹۹۲ و پس از حادثه سقوط یک فروند ای‌ام‌ایکس ایتالیایی به دلیل خرابی موتور زمینگیر شدند. در ماه مه همان سال و پس از اصلاح موتورها، پروازهای عملیاتی این هواپیماها مجاز شناخته شد.
در سال ۱۹۹۵ ایتالیا شش فروند ای‌ام‌ایکس از گروه ۱۰۳ را به عملیات منع پرواز بر فراز بوسنی اختصاص داد، که در حمایت از نیروهای حافظ صلح ای‌ام‌اف‌اوآردر بوسنی انجام شد. پرواز ای‌ام‌ایکس‌ها در این عملیات، مجدداً به دلیل مشکلات موتور در فاصله بین ماه‌های ژانویه تا مارس ۱۹۹۶ متوقف گردید. در سال ۱۹۹۹ ای ام‌ایکس‌های ایتالیایی در جنگ کوزوو مورد استفاده قرار گرفتند. در طی این جنگ نیروی هوایی ایتالیا به جای به کاربردن بمب‌های هدایت ناپذیر و یابمب‌های با هدایت لیزری، از ده‌ها بمب ام‌کی۸۲ که به کیت‌های هدایت اوفر Opher ساخت اسرائیل مجهز بودند، استفاده نمود. این کیت‌ها به گونه ای مؤثر بمب‌های کم هوش (هدایت ناپذیر) را به بمب‌های هوشمند هدایت شونده مادون قرمز تبدیل می‌نمود.
در اواخر دهه ۱۹۹۰، ای‌ام‌ایکس اینترنشنال در حال بررسی یک تغییر اساسی و جایگزینی موتور بود. یک گونه بدون پس سوز از یوروجت ئی‌جِی۲۰۰ با نیروی رانش بسیار بیشتر از موتور نصب شده موجود، پیشنهاد شد. در سال ۲۰۰۵، نیروی هوایی ایتالیا برنامه ای برای ارتقا و به روز آوری را به نام ای‌سی‌اوال (ارتقاء قابلیت عملیاتی و لجستیکی) (به ایتالیایی: ACOL (Aggionamento Capacità Operative e Logistiche))رابرای ۵۵ فروند ای ام‌ایکس خود را انجام داد.که شامل یک سامانه ناوبری اینرسیایی (آی‌ان‌اس) جدید، نمایشگرهای جدید اتاقک خلبان و همچنین اضافه نمودن قابلیت استفاده از بمب‌های هدایت شونده  جِی‌دی‌ای‌ام (JDAM) بود. در اوت ۲۰۰۷، امبرائر یک برنامه بزرگ ارتقاء میانسالی و نوسازی ۵۳ فروند ای‌ام‌ایکس ای-۱ نیروی هوایی برزیل را با تمرکز بر سامانه‌های اویونیک و جنگ‌افزارهای جدید آغاز نمود. تخمین زده می‌شود که این برنامه طول عمر ناوگان را تا پس از سال ۲۰۲۷ افزایش دهد.

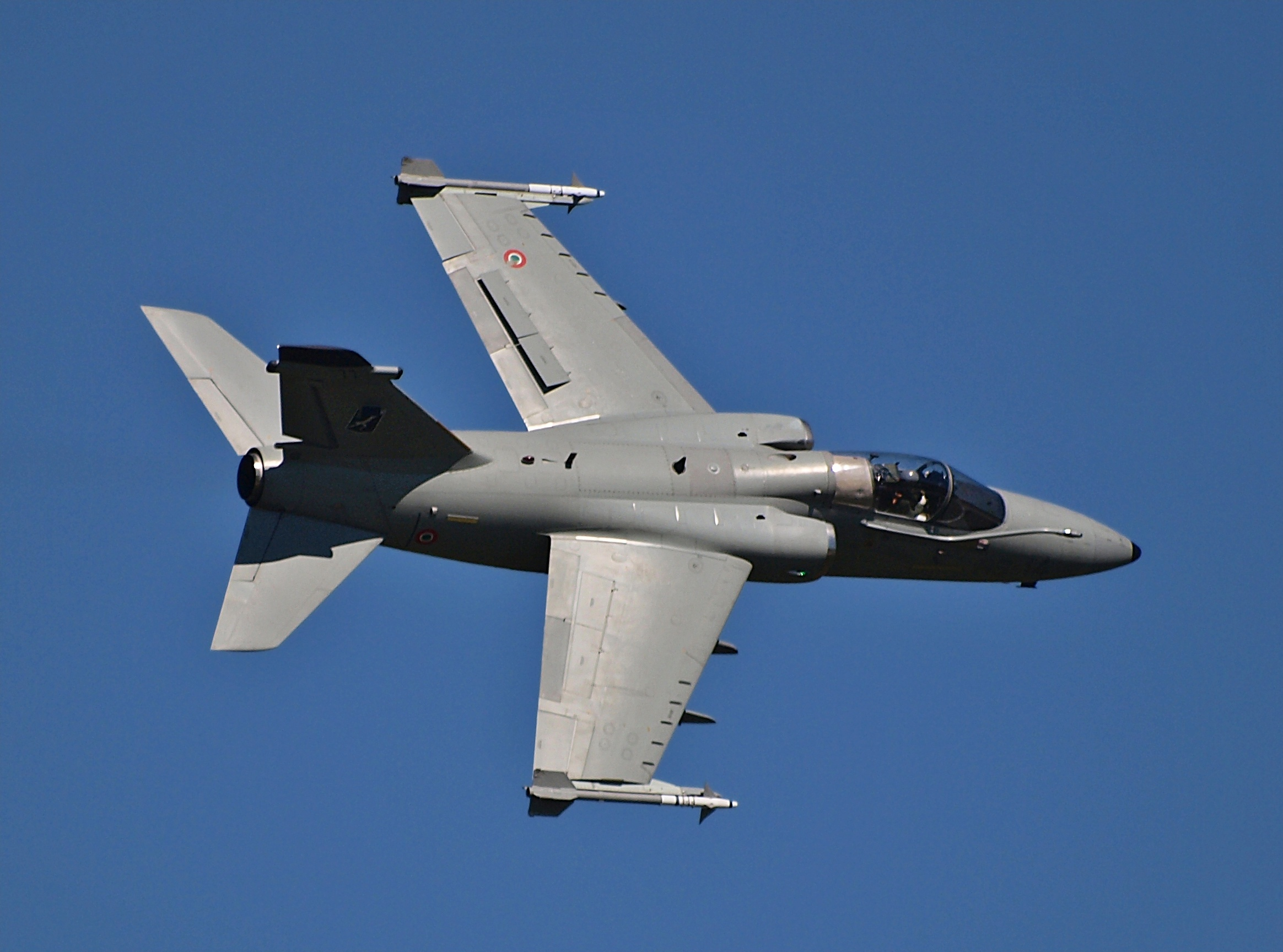
ای‌ام‌ایکس متعلق به نیروی هوایی ایتالیا در سال ۲۰۱۰

از نوامبر ۲۰۰۹، چهار فروند ای‌ام‌ایکس ایتالیایی به مأموریتی خارج از کشور و برای انجام عملیات در افغانستان اعزام شده و جایگزین ۴ فروند تورنادو آی‌دی‌اس ایتالیایی در نقش شناسایی شدند.نکته قابل توجه توانایی این هواپیما برای به اشتراک گذاشتن همزمان اطلاعات دریافتی از ابزارهای دیجیتال الکترواپتیکی و حسگر مادون قرمز با نیروهای زمینی است، که اطلاعات شناسایی ارزشمندی را ارائه می‌کند و به کمینه ساختن تهدیدها برای نیروهای زمینی کمک می‌کند.ای‌ام‌ایکس‌ها تاپایان سال ۲۰۱۰ بیش از ۷۰۰ مأموریت جنگی را صحنه جنگ در افغانستان انجام دادند. در ۲۸ می ۲۰۱۴، این هواپیماها آخرین سورتی مأموریت جنگی خود را در افغانستان انجام داده و در ۲۰ ژوئن ۲۰۱۴، تمام ای‌ام‌ایکس‌های باقی مانده از افغانستان خارج شدند.
در سال ۲۰۱۱، هواپیماهای ای‌ام‌ایکس ایتالیا در جریان مداخله نظامی سال ۲۰۱۱ در لیبی به کار گرفته شدند. هواپیماهای نظامی ایتالیایی ۷۱۰ عدد بمب هدایت شونده و موشک هوا به سطح را در طول پروازهای عملیاتی علیه نیروهای وفادار به معمرقذافی به کار بردند: هواپیماهای تورنادو و جنگنده-بمب افکنهای ای‌ام‌ایکس نیروی هوایی ایتالیا ۵۵۰ عدد بمب و موشک، و ای‌وی-۸بی هریر ۲ نیروی دریایی ایتالیا ۱۶۰ عدد بمب هدایت شونده را پرتاب نمودند. در طی این درگیری‌ها اولین بار توسط هواپیماهای ای‌ام‌ایکس از غلاف‌های هدف‌گیری لایتنینگ (Litening) همراه با بمب‌های هدایت شونده
پیووی و  جِی‌دی‌ای‌ام (JDAM) استفاده شد. در اوایل سال ۲۰۱۶، به دلیل کاهش ثبات لیبی، ایتالیا تصمیم گرفت هواپیماهای اضافی از جمله چهار فروند جنگنده ای‌ام‌ایکس را در
پایگاه هوایی باسی، تراپانی، سیسیل مستقر نماید.
در مارس ۲۰۱۲، گزارش شده است که فیلیپین در حال مذاکره با ایتالیا برای خرید احتمالی هواپیماهای ای‌ام‌ایکس دست دوم آن کشور بود. با این حال، در ۲۸ مارس ۲۰۱۴، وزارت دفاع ملی فیلیپین قراردادی را برای ۱۲ فروند هواپیمای تهاجمی سبک اف‌ای-۵۰ به ارزش ۱۸٫۹ میلیارد پزو (۴۲۱٫۱۲ میلیون دلار) منعقد نموده است.
در اسفندماه سال ۱۳۶۹ و در طی بازدید آقای مهندس بازرگان، معاون وزیر دفاع وقت از کارخانه هواپیماسازی امبرائر، مذاکراتی برای یک پیمان تسلیحاتی در چهارچوب یک پیمان سه تا پنج ساله دنبال شد که در آن ایران برای خرید حداقل ۴۰ فروند جنگنده-بمب افکن ای‌ام‌ایکس، علاقه نشان داد.
در ۵ آوریل ۲۰۲۴ نیروی هوایی ایتالیا، مراسم بازنشستگی ناوگان ای‌ام‌ایکس خود را در پایگاه هوایی ایسترانا در شمال ایتالیا برگزار نمود.

## گونه‌ها
ای‌ام‌ایکس تی (AMX-T)

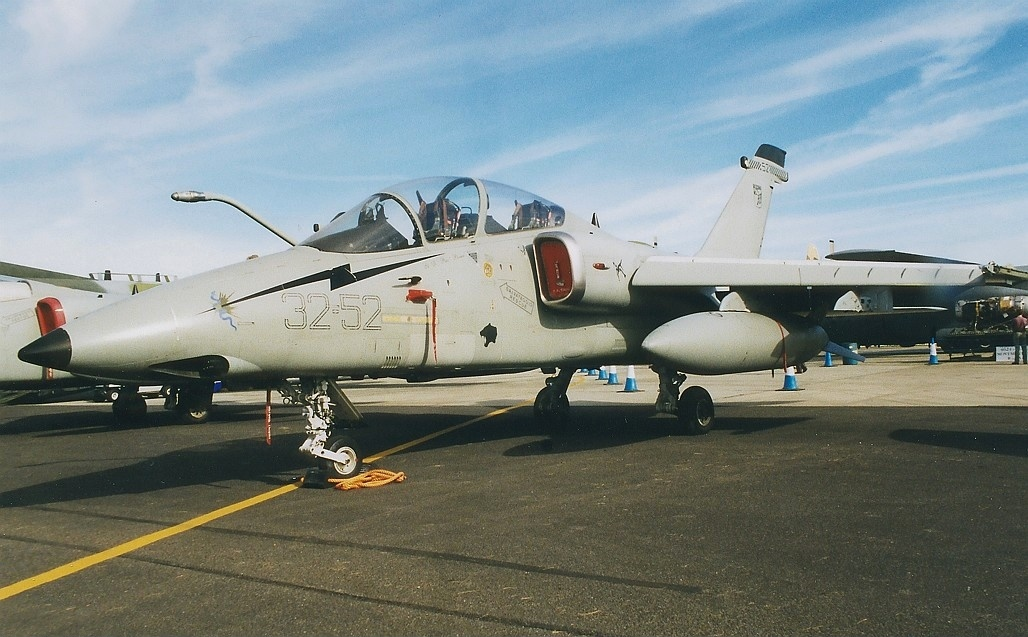
یک فروند ای‌ام ایکس نیروی هوایی ایتالیا در نمایشگاه هوایی فارن برو در انگلستان سال ۱۹۹۸

گونه دو سرنشین ای‌ام ایکس که در سال ۱۹۸۶ توسعه یافت، هدف از این طرح یک هواپیمای آموزشی پیشرفته برای خلبانان کارآموزی بود که برای پرواز با جت‌های سریع آموزش می‌دیدند، همچنین قابلیت‌های آفندی هواپیماهای تک سرنشینه حفظ شده بود. اولین پرواز ای‌ام‌ایکس تی در سال ۱۹۹۰ انجام شد. هر دوی نیروهای هوایی ایتالیا و برزیل از این هواپیما را در خدمت گرفتند.
ای‌ام‌ایکس ای‌تی‌ای (AMX-ATA)
ای‌ام‌ایکس ای‌تی‌ای(آموزش پیشرفته و تهاجمی) (به انگلیسی: Advanced Trainer Attack)، یک گونه دو سرنشینه جدید از جنگنده ای‌ام‌ایکس است که برای ماموریت‌های آفندی و آموزش پیشرفته توسعه پیدا نموده است. ای‌ام‌ایکس-ای‌تی‌تی دارای حسگرهای جدید، کلاه خلبان مجهز به نمایشگر مادون قرمز دید به جلو، رادار چند حالته جدید برای قابلیت هوا به هوا و هوا به سطح، و سیستم‌های جنگ‌افزاری جدید از جمله موشک‌های ضد کشتی و موشک‌های با برد متوسط است. نیروی هوایی ونزوئلا در سال ۱۹۹۹ هشت ای‌ام‌ایکس-ای‌تی‌تی را برای نقش هواپیمای آموزش پیشرفته و آفندی سفارش داد، اما کنگره ایالات متحده این فروش را وتو نمود زیرا در بعضی از سامانه‌های از فناوری ایالات متحده استفاده شده است.
ای‌ام‌ایکس-آر (آرای-۱)AMX-R (RA-1)
یک گونه از ای‌ام‌ایکس که برای ماموریت‌های شناسایی طراحی شده و توسط نیروی هوایی برزیل مورد استفاده قرارمی‌گیرد. حامل‌های شناسایی مختلف را می‌توان بروی این گونه نصب کرد.
ای-۱ ام (A-1M)
محصول برنامه ارتقاء بروی گونه برزیلی ای-۱. مهم‌ترین ویژگی‌های مهم آن عبارتند از
رادار SCP-01 Scipio ساخت Mectron، دیتالینک بی‌آر۲ امبرائر، تجهیزات ناوبری فلیر سیستمز، ای‌ان‌اس/جی‌پی‌اس/دیتاباس البیت، تطبیق کاناپی شیشه‌ای، یک سامانه تولید اکسیژن جدید برای اتاقک خلیان، و سامانه نمایش روی کلاه خلبان

## کاربران
برزیل

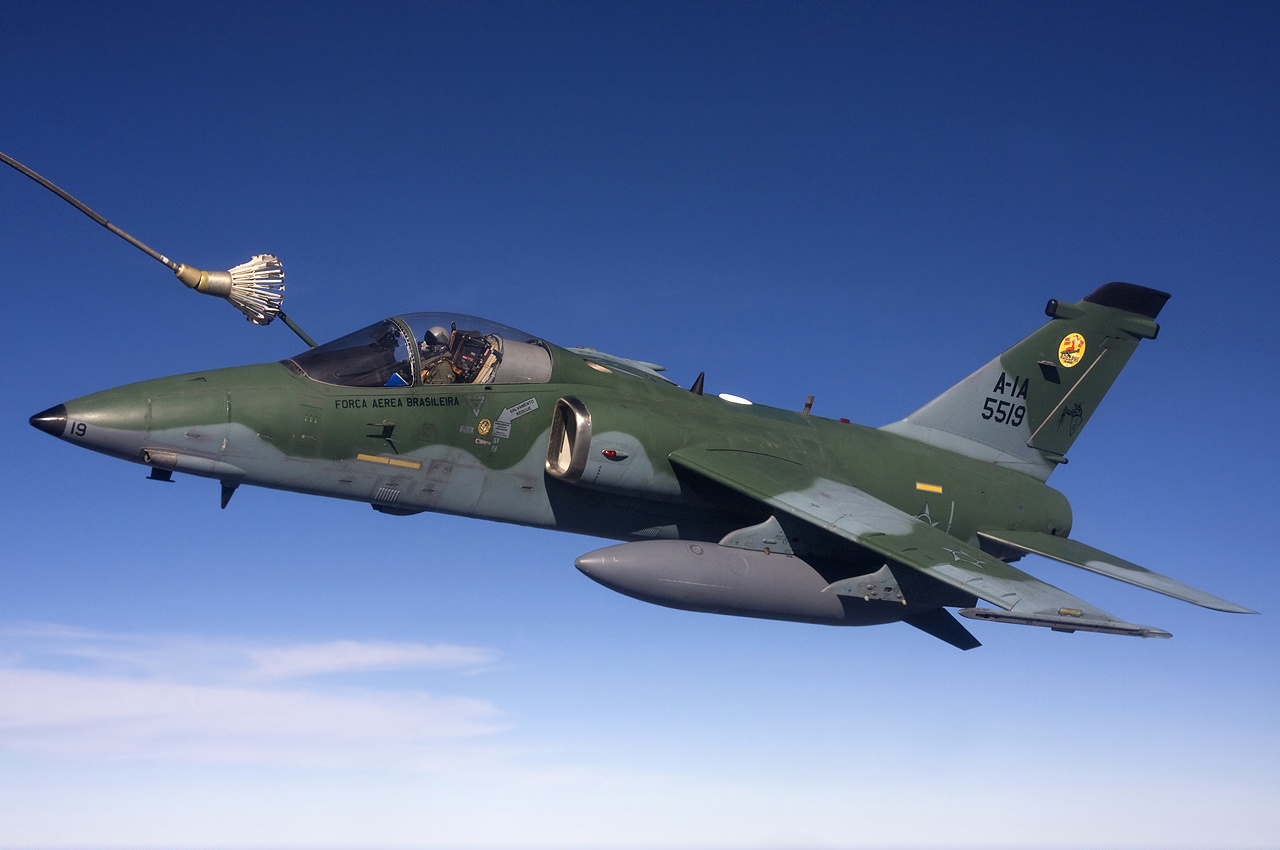
یک فروند ای‌ام‌ایکس نیروی هوایی برزیل در حال سوخت‌گیری هوایی

- نیروی هوایی برزیل در سال ۲۰۲۴ دارای فروند ای‌ام‌ایکس است.[۴۰] برپایه برنامه‌ریزی‌های انجام شده، که این ناوگان به تدریج تا سال ۲۰۲۵ از خدمت خارج شده و با ساب ۳۵ گریپن (اف-۳۵) ئی/اف جایگزین شود.[۴۱][۴۲]
  - گُردان هوایی یکم/گروه هوانوردی ۱۶ (به پرتغالی: 1 Esquadrão/16 Grupo de Aviação)، پایگاه هوایی سانتا کروز در سال ۲۰۱۵ منحل شد، در انتظار فعال سازی مجدد در آینده با اف-۳۹ گریپن ئی ، هواپیما به پایگاه هوایی سانتا ماریا منتقل شدند.[۴۳]
  - گُردان هوایی یکم/گروه هوانوردی ۱۰ (به پرتغالی: 1 Esquadrão/10 Grupo de Aviação)، پایگاه هوایی سانتا ماریا.
  - گُردان هوایی سوم/گروه هوانوردی ۱۰ (به پرتغالی: 3 Esquadrão/10 Grupo de Aviação)، پایگاه هوایی سانتا ماریا.

## مشخصات (ای‌ام‌ایکس)

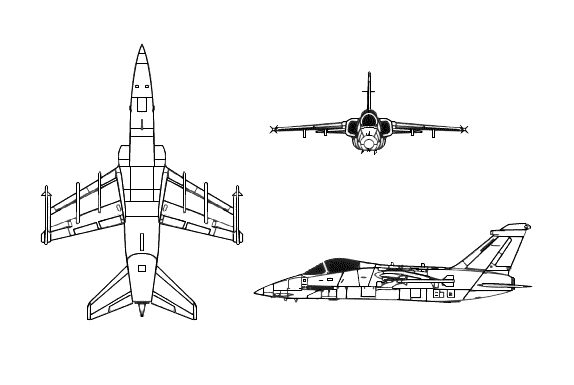
طرح سه نمای جنگنده ای ام ایکس

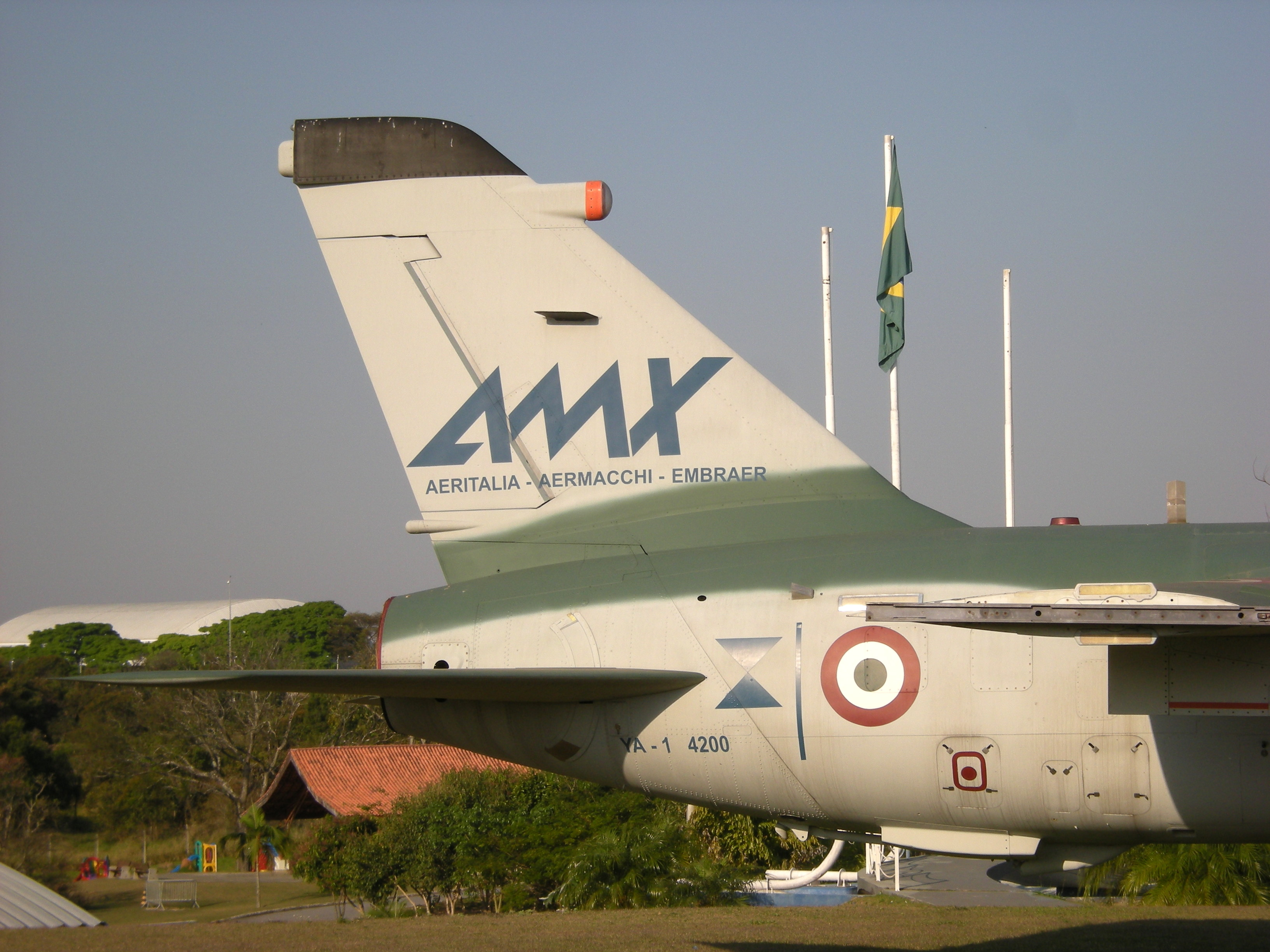
نمای نزدیک از باله دم و قسمت عقب بدنه ای ام ایکس

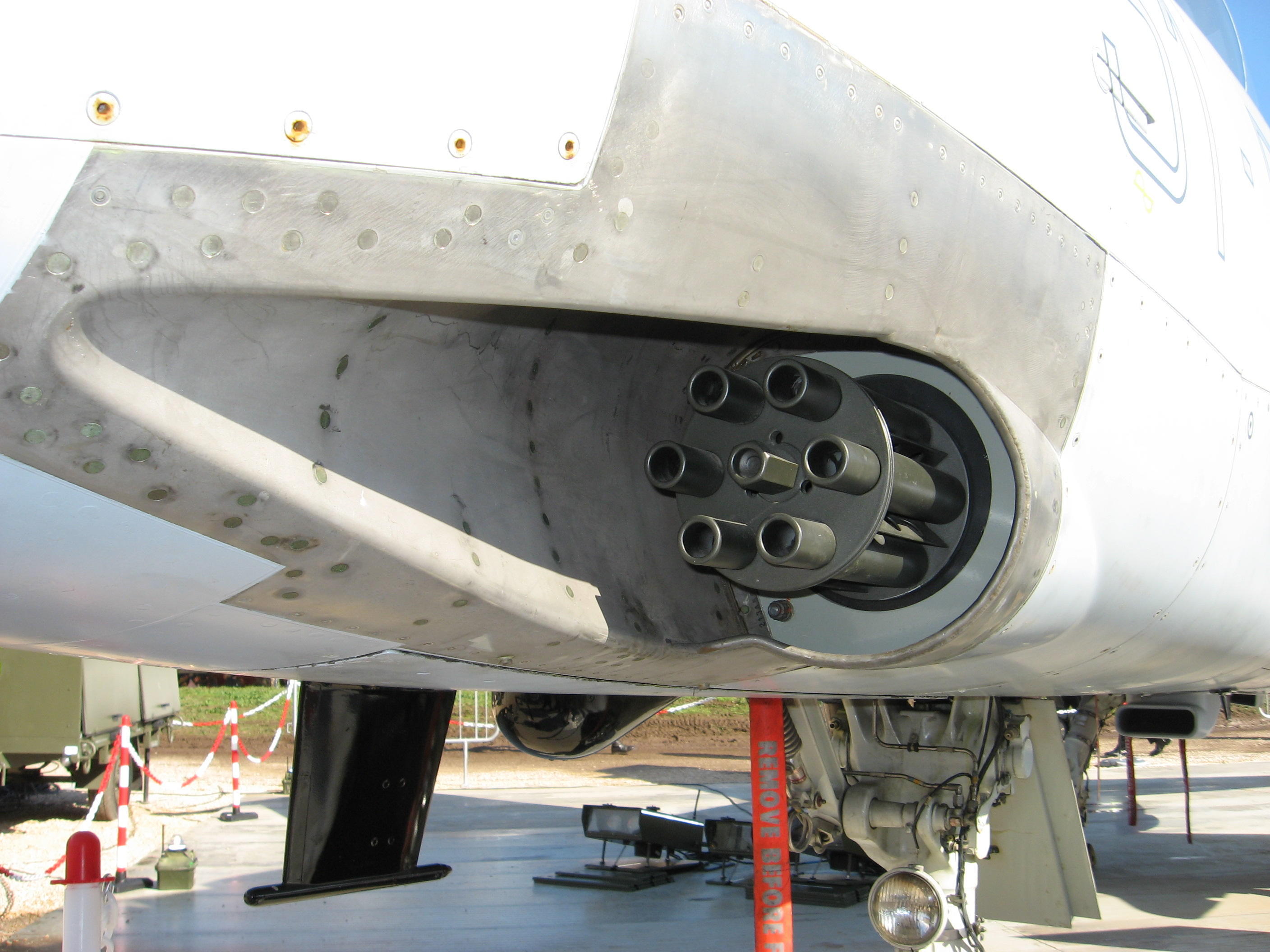
توپ ام۶۱ والکان در پائین بدنه یک فروندای ام ایکس نیروی هوایی ایتالیا

داده‌ها از Jane's All The World's Aircraft 1993–94, Jet Bombers
ویژگی‌های عمومی
- خدمه: ۱
- طول: ۱۳٫۲۳ متر (۴۳ فوت ۵ اینچ)
- پهنای بال: ۸٫۸۷ متر (۲۹ فوت ۱ اینچ)
- ارتفاع: ۴٫۵۵ متر (۱۴ فوت ۱۱ اینچ)
- مساحت بال‌ها: ۲۱ متر مربع (۲۳۰ فوت مربع)
- وزن خالی: ۶٬۷۰۰ کیلوگرم (۱۴٬۷۷۱ پوند)
- وزن ناخالص: ۱۰٬۷۵۰ کیلوگرم (۲۳٬۷۰۰ پوند)
- بیشترین وزن برخاست: ۱۳٬۰۰۰ کیلوگرم (۲۸٬۶۶۰ پوند)
- ظرفیت سوخت: ۳٬۵۵۵ لیتر (۹۳۹ گالون آمریکایی؛ ۷۸۲ گالون بریتانیایی) / ۲٬۷۰۰ کیلوگرم (۵٬۹۵۲ پوند) مخازن سوخت داخلی

۲ عدد مخزن سوخت به ظرفیت ۱٬۰۰۰ لیتر (۲۶۰ گالون آمریکایی؛ ۲۲۰ گالون بریتانیایی) قابل نصب در زیربدنه و ۲ عدد مخزن سوخت به ظرفیت۵۰۰ لیتر (۱۳۰ گالون آمریکایی؛ ۱۱۰ گالون بریتانیایی) قابل نصب در زیر بالها
- پیشرانه: ۱ عدد موتورتوربوفن رولز-رویس اسپی ۸۰۷, ۴۹٫۱ کیلونیوتن (۱۱٬۰۰۰ پوند-نیرو) thrust

عملکرد
- حداکثر سرعت: ۱٬۰۵۳ کیلومتر بر ساعت (۶۵۴ مایل بر ساعت، ۵۶۸ گره) در ۱۰٬۹۷۵ متر (۳۶٬۰۰۷ فوت)[۴۶]
- حداکثر سرعت: ۰٫۸۵ ماخ
- بُرد رزمی: ۸۸۹ کیلومتر (۵۵۲ مایل، ۴۸۰ مایل دریایی) در مسیر پرواز تهاجمی بالا-پایین-بالا ۹۰۰ کیلوگرم (۱٬۹۸۴ پوند) با مخازن سوخت خارجی
- بُرد معبر: ۳٬۳۳۶ کیلومتر (۲٬۰۷۳ مایل، ۱٬۸۰۱ مایل دریایی)
- مداومت پروازی: ۴ ساعت و ۱۵ دقیقه[۴۷]
- حداکثر ارتفاع: ۱۳٬۰۰۰ متر (۴۳٬۰۰۰ فوت)
- نرخ صعود: ۵۲٫۱ متر بر ثانیه (۱۰٬۲۶۰ فوت بر دقیقه)
- بارگیری بال: ۵۱۲ کیلوگرم بر متر مربع (۱۰۵ پوند بر فوت مربع)
- نیرو/وزن: ۰٫۴۷

تسلیحات

- اسلحه‌ها:

- ۱ قبضه توپ گاتلینگ ۶ لول۲۰ میلی‌متری (۰٫۷۸۷ اینچی) ام۶۱ والکان (در هواپیماهای ایتالیایی)
- ۲ قبضه توپ خودکار ۳۰ میلی‌متری ۱٫۱۸۱ اینچی) برناردینی ام کی-۱۶۴ (در هواپیماهای برزیلی)

- راکت‌ها: پرتاب کننده‌های راکت
- موشک‌ها: ۲ عدد موشک هوا به هوای اِی آی ام-۹ سایدوایندریا ام‌اِی‌اِی-۱ پیرانیا یا اِی-دارتر،[۴۸] قابل نصب بر ریل‌های حمل موشک در نوک بالها

- موشک‌های هوابه‌سطح

- بمب‌ها: ۳٬۸۰۰ کیلوگرم (۸٬۳۷۸ پوند) قابل نصب بروی ۵ آویزگاه خارجی تسلیحات، شامل موشک‌های ام ای آر-۱،[۴۹] بمب‌های چندمنظوره و بمب‌های با هدایت لیزری

### مستندات
1. 1 2 3  Felstead, Peter. "Italian Air Force retires its AMX light attack aircraft after 35 years’ service". European Security & Defence, 05 April 2024, https://euro-sd.com/2024/04/major-news/37379/italian-air-force-retires-amx/#:~:text=On%205%20April%202024%20the,after%2035%20years%20of%20service"
2. ↑  "Brazil and Italy lift AMX Ban" بایگانی‌شده  در ۲۰ دسامبر ۲۰۱۳ توسط Wayback Machine. Flight International, 6–12 May 1992, p. 14.
3. 1 2 3 4 5  Gunston and Gilchrist 1993, p. 289.
4. 1 2 3 4 5 6 7 8 9  Warwick 1981, p. 1544.
5. 1 2  Braybrook 1989, p. 267.
6. 1 2  Braybrook 1989, p. 275.
7. ↑  Meitus 1992, pp. 223–224.
8. 1 2 3 4  Gunston and Gilchrist 1993, p. 291.
9. ↑  Lambert 1993, p. 126.
10. 1 2 3 4 5  Warwick 1981, p. 1545.
11. 1 2 3  Lambert 1993, pp. 129–131.
12. ↑  Warwick 1981, pp. 1544–1545.
13. ↑  واژه‌های مصوّب فرهنگستان تا پایان سال ۱۳۸۹ (مجموع هشت دفتر فرهنگ واژه‌های مصوّب فرهنگستان)
14. 1 2 3 4 5  Gunston and Gilchrist 1993, p. 290.
15. ↑  Braybrook 1989, p. 270.
16. ↑  Gunston and Gilchrist 1993, pp. 289–290.
17. ↑  Jackson 1991, p. 135.
18. ↑  Nicolli 1997, p. 351.
19. ↑  Jackson 1991, p. 138.
20. ↑  Nicolli 1997, pp. 351–352.
21. ↑  "Brazil and Italy lift AMX Ban" بایگانی‌شده  در ۲۰ دسامبر ۲۰۱۳ توسط Wayback Machine. Flight International, 6–12 May 1992, p. 14.
22. ↑  Nicolli 1997, p. 352.
23. ↑  "Opher bomb deployed in Kosovo". Flight Global.
24. ↑  Norris, Guy. "EJ200 engine proposed for AMX." بایگانی‌شده  در ۳ اکتبر ۲۰۱۳ توسط Wayback Machine Flight International, 20 April 1999.
25. ↑  "Alenia lands $390m AMX upgrade contract". Flight International. Flight Global. 8 February 2005. Archived from the original on 8 September 2007. Retrieved 7 November 2009.
26. ↑  Niccoli 2009, p.44.
27. ↑  Gething, Michael J. "Embraer commences AMX modifications for the Brazilian Air Force." Jane's, 9 June 2007.
28. ↑  Peruzzi, Luca. "Italy's JATF in Afghanistan boosts air-to-ground and C-IED capabilities." Jane's, 9 November 2012.
29. ↑  "Italian Air Force: a year of missions for the AMX airplanes in Afghanistan." بایگانی‌شده  در ۱۴ ژوئیه ۲۰۱۴ توسط Wayback Machine AvioNews, 3 December 2010.
30. ↑  Kingston, Tom (14 December 2011). "Italy Gives Bombing Stats for Libya Campaign". Defense News. Archived from the original on 28 July 2012. Retrieved 1 January 2012.
31. ↑  "DND signs five-year agreement with Italy". The Philippine Star. 8 فوریه 2012. Archived from the original on 6 September 2012. Retrieved 20 February 2012.
32. ↑  "KAI won a contract to export 12 FA-50s to the Phil". Korea Aerospace Industries, LTD. (KAI). 28 March 2014. Archived from the original on 8 December 2015. Retrieved 29 November 2015.
33. ↑  "Korean government to sell 12 FA-50 fighter jets to Philippines". Arirang News. 28 March 2014. Archived from the original on 8 December 2015. Retrieved 29 November 2015.
34. ↑  ماهنامه پرواز شماره ۲ اردیبهشت ۱۳۷۰ صفحه ۳ خبرهای کوتاه هوایی
35. ↑  Spinelli, Andrea. "Venezuela selects MB339FD and AMX ATA combination." بایگانی‌شده  در ۲۴ ژوئن ۲۰۱۶ توسط Wayback Machine Flight International, 15 July 1998.
36. ↑  "Military Aircraft Directory: AMX." بایگانی‌شده  در ۲۴ ژوئن ۲۰۱۶ توسط Wayback Machine Flight International, 29 July 1998.
37. ↑  "Embraer lucra com retrofit de aviões" [Embraer profits from aircraft retrofit], Estadão (به پرتغالی), 16 September 2011, archived from the original on 17 September 2011, retrieved 29 January 2012.
38. ↑  "FLIR Systems wins $7 million contract from Embraer", Military Aero Space, 9 June 2009, archived from the original on 19 December 2013, retrieved 29 January 2012.
39. ↑  "Elbit consegue contrato de US$187 mi da Embraer" [Elbit gets US$ 187 mi contract with Embraer], Reuters (به پرتغالی), 11 November 2009, archived from the original on 20 December 2013, retrieved 29 January 2012.
40. ↑  International Institute for Strategic Studies (February 13, 2024). The Military Balance 2024 (1st ed.). Routledge. pp. 416–420. ISBN 978-1-03-278004-7.
41. ↑  "Brazilian air force confirms Gripen acquisition numbers", Flight Global, 18 November 2014, archived from the original on 27 April 2019, retrieved 4 May 2019.
42. ↑  "Brazilian military could buy over 100 Saab's Gripen multirole combat aircraft". Air recognition. 19 November 2014. Archived from the original on 27 April 2019. Retrieved 4 May 2019.
43. ↑  "Após desativação do 1º/16º, FAB concentra caças A-1 em Santa Maria". 15 December 2016. Archived from the original on 8 August 2017. Retrieved 8 August 2017.
44. ↑  Gunston and Gilchrist 1993, p. 292.
45. ↑  "Aeritalia-Embraer-Aermacchi AMX". بایگانی‌شده  در ۵ مه ۲۰۱۱ توسط Wayback Machine fighter-planes.com.  Retrieved: 9 February 2012,
46. ↑  Donald and Lake 1996, p. 31.
47. ↑  "Directory: Military Aircraft". بایگانی‌شده  در ۷ مارس ۲۰۱۶ توسط Wayback Machine Flight Global,  21–25 May 2004. Retrieved: 2 February 2012.
48. ↑  "South Africa, Brazil to Develop A-Darter SRAAM". بایگانی‌شده  در ۴ فوریه ۲۰۱۲ توسط Wayback Machine Defense Industry Daily,  26 April 2010. Retrieved: 29 December 2012.
49. ↑  "Defesa ganha mais espaço na Odebrecht" (in Portuguese). بایگانی‌شده  در ۶ ژوئن ۲۰۱۳ توسط Wayback Machine Estadão,  8 April 2011. Retrieved: 29 January 2012.